# سینمای عربستان

وجده اولین فیلم تولید شده در عربستان با عوامل بومی

سینمای عربستان صنعت کوچکی است که تنها به تولید چند فیلم مستند در هر سال می‌پردازد. به جز یک سالن سینمای آی‌مکس در شهر خبر، سالن سینمای دیگری در کشور عربستان وجود ندارد. بسیاری از مردم عربستان فیلم‌ها را از طریق تلویزیون ماهواره‌ای و دی‌وی‌دی تماشا می‌کنند. فیلم سینمایی «کیف الحال؟» محصول سال ۲۰۰۶ میلادی، نخستین فیلم ساخت عربستان است؛ گرچه در امارات متحده عربی فیلمبرداری شده و نقش اصلی زن را یک اُردنی بازی کرد. در سال ۲۰۱۲ فیلمی به نام وجده به نویسندگی و کارگردانی حیفا المنصور‎ سینماگر زن اهل عربستان سعودی ساخته شد که تمامی عوامل آن عربستانی بودند و فیلم، در عربستان فیلمبرداری شده بود.
فیلم مذکور در دوره اسکار ۸۶ به عنوان نماینده عربستان معرفی شد اما به نامزدی نهایی نرسید. همچنین در بفتای ۲۰۱۴ در بخش بهترین فیلم خارجی زبان نامزد شد. وجده در جشنواره‌های معتبر بین‌المللی نمایش داده شد و چندین جایزه نیز کسب کرد. اما کارگردانش به مرگ تهدید شده بود.

## فیلم‌های فیلمبرداری شده در عربستان
- مالکوم ایکس (۱۹۹۲)
- وجده (۲۰۱۳)

## کارگردانان عربستانی
- عبدالله آل عیاف
- حیفا المنصور

## بازیگران عربستانی
- هند محمد
- هشام عبد الرحمن الهویش
- ناصر قاسم القصبی
- حبیب الحبیب
- ریم عبدالله